# 白崖子墓群
白崖子墓群，位于中国青海省海东市乐都区高庙镇白崖子村，为第三批青海省文物保护单位，公布日期为1959年3月16日，类型为古墓葬。
白崖子墓群的历史年代为汉。